# Omar Betrouni
Omar Betrouni   (Alger, 3 de novembre de 1949) és un exfutbolista algerià de la dècada de 1970.
Fou internacional amb la selecció d'Algèria.
Pel que fa a clubs, destacà a MC Alger.